# Misumenoides rubroniger
Misumenoides rubroniger är en spindelart som beskrevs av Cândido Firmino de Mello-Leitão 1947. 
Misumenoides rubroniger ingår i släktet Misumenoides och familjen krabbspindlar. Inga underarter finns listade i Catalogue of Life.